# Имишлинский район
Имишли́нский райо́н (азерб. İmişli rayonu) — район на юге Азербайджана. Расположен на Кура-Араксинской низменности, на Мильской и Муганской равнинах. Административный центр — город Имишли.

## История

### Период Российской империи
Учрежденный в период Российской империи Карадонлу относился к Сальянскому уезду, затем к Джавадскому уезду.
Карадонлу является одним из древних сёл района. Расположение на торговых дорогах и караванных путях являлось преимуществом. Расположение на берегу реки Аракс, обилие воды, плодородные земли являются причинами развития здесь сельского хозяйства, в особенности растениеводства. До октябрьской революции на этих территориях были проведены широкие мелиорационные работы, построены ирригационные сооружения и образовано интенсивное орошаемое растениеводство.
В 1906 году в Карадонлу начала действовать первая школа. Существовали жилые дома, гостиницы, мельницы, магазины. После образования района Карадонлу были построены эксплуатационные здания, больницы, другие социальные объекты.

### Период Азербайджанской ССР
8 августа 1930 года был образован Карадонлинский район.
В 1933 году была построена машинно-тракторная станция.
Проведение железной дороги Алят — Миндживан создало основу для перенесения центра района к железнодорожной станции. С этой целью на территории между селом Имишли и Карадонлу было спроектировано 2-х этажное кирпичное здание.
Центр района был переведен в Имишли. Район стал называться Имишлинским.
В тот период эта территория была покрыта лесами и зарослями кустарников. Очистив территорию, были построены здания и улицы. В качестве центра района село Имишли стало быстро расширяться. Было построено много эксплуатационных зданий. Вид села полностью изменился.
24 января 1939 года 1 сельсовет Имишлинского района был передан в Ждановский район.
В 1944 году селение Имишли получило статус посёлка городского типа.
В 1960 году Имишли получил статус города.
В 1959 году на территории современного Бахрамтепе на реке Аракс был спроектирован уникальный для того периода гидроузел. Бравшие здесь истоки каналы «Баш Мугань» и «Азизбеков» снабжает водой не только Имишлинский район, но и Саатлинские, Сабирабадские и Билясуварские посевы. На территории поселка открылись мастерская песка-гравия, завод железобетонных продукций.

## Население
На 1 января 2024 года население района составляло 131 647 человек. Из них 65 258 мужчин (49,6 %), 66 389 женщин (50,4 %). Городское население — 40 442 чел. (30,72 %), сельское — 91 205 чел. (69,28 %). Плотность населения составляет 70 чел. на 1 км2.
| Год      | 2015  | 2020  | 2021  | 2022  | 2023  |
| -------- | ----- | ----- | ----- | ----- | ----- |
| тыс. чел | 125,4 | 128,9 | 129,7 | 130,8 | 131,6 |

## Административное устройство
В район входят 48 сёл, 2 посёлка городского типа (Бахрамтепе и Ветеге), 1 город (Имишли). Населённые пункты: 
| - Агамалылар - Агамамедли - Агджюйюр - Алигулулар - Алийетмязли - Аллахмадатлы - Аранлы - Баджираван - Бахрамтепе - Бошчалылар - Гаджиалмурадлы - Гаджимустафалы - Гаджирустамлы - Гаравелили - Гарагашлы - Гаралар - Гёвхерли - Гобектала - Гулубейли - Гызылкенд - Джавадханлы - Джафарли - Карагювендикли - Карадонлу - Кюрдмахмудлу | - Мамедли - Мезрели - Мирили - Мурадалылы - Мурадханлы - Мургузалылы - Мюрсалли - Мухамедли - Нурулу - Ольджелер - Оруджлу - Отузики - Расуллу - Сарыханлы - Солтанмурадлы - Телишли - Халфалы - Хошчобанлы - Хубйарлы - Чахар - Чахырлы - Шахвердили - Юхары Гаралар - Ялавадж |

## Экономика
Район относится к Миль-Муганскому экономическому району.
С 2006 года действует сахарный завод мощностью 300—350 тыс. тонн сахара в год. Действуют завод по производству растительных масел, завод консервированных соков «Араз», нефтяной промысел «Мурадханлы», завод по обработке сырого хлопчатника, сыроваренный комбинат, карьер песка и щебня.
На 2023 год действовало 53 промышленных предприятия.

### Сельское хозяйство
| Год             | 2015   | 2020     | 2021    | 2022    | 2023     |
| --------------- | ------ | -------- | ------- | ------- | -------- |
| Зерно           | 17 727 | 17 536,8 | 16 565  | 17 790  | 17 979,3 |
| Из них пшеница  | 11 209 | 10 089,8 | 9 126,2 | 9 275   | 10 919,6 |
| Картофель       | 270    | 114,2    | 117,4   | 122,6   | 111,1    |
| Овощи           | 310    | 164,4    | 187,8   | 179,4   | 160,5    |
| Бахчевые        | 370    | 318,5    | 283     | 273,5   | 205,8    |
| Сады            | 877    | 803,8    | 804     | 798,3   | 794,3    |
| Хлопок          | 2 551  | 7 923,8  | 8 170,5 | 7 011,9 | 7 592,4  |
| Сахарная свекла | 396    | 353,2    | 270,2   | 0       | 0        |

|                 | 2015   | 2020     | 2021     | 2022     | 2023     |
| --------------- | ------ | -------- | -------- | -------- | -------- |
| Зерно           | 63 247 | 70 043,8 | 65 801,4 | 71 208,  | 74 193,3 |
| Из них пшеница  | 42 595 | 40 132,4 | 36 322,3 | 37 192,7 | 43 752,1 |
| Картофель       | 3 375  | 1 432,6  | 1 486,9  | 1 550,8  | 1 407,6  |
| Овощи           | 3 643  | 2 082,9  | 2 153,3  | 2 172,7  | 2 006,1  |
| Бахчевые        | 4 596  | 4 089,3  | 3 640,9  | 3 567,7  | 2 636,3  |
| Сады            | 9 926  | 10 099,8 | 10 086,9 | 10 038,2 | 9 996,8  |
| Хлопок          | 6 388  | 23 776,8 | 19 688,5 | 21 139,7 | 18 680   |
| Сахарная свекла | 12 500 | 3 682,2  | 3 315,9  | 0        | 0        |

| Год        | 2020  | 2021 | 2022  | 2023  |
| ---------- | ----- | ---- | ----- | ----- |
| Количество | 1 059 | 813  | 1 182 | 1 020 |

## Инфраструктура
В районе расположены 3 музея, 3 парка.
Действует автомобильная дорога Мамедли — Агамалылар — Алетмазли — Аллахмадатли — Телишли протяжённостью 43,5 км.

### Здравоохранение
Действуют 2 больницы на 221 койку, 22 поликлиники. В них работают 97 врачей, 367 средних медицинских работников.

### Образование
Действует 61 общеобразовательная школа, 41 библиотека на 209 700 книг.
| Год      | 2015    | 2020   | 2021   | 2022   | 2023   |
| -------- | ------- | ------ | ------ | ------ | ------ |
| тыс. чел | 15 3222 | 18 452 | 18 873 | 18 939 | 18 523 |

### Жилой фонд
Общая площадь жилого фонда — 2 648 тыс. м2.
| Год                  | 2015    | 2020    | 2021    | 2022    | 2023  |
| -------------------- | ------- | ------- | ------- | ------- | ----- |
| Количество (тыс. м2) | 2 314,5 | 2 413,2 | 2 430,2 | 2 641,3 | 2 648 |

| Год             | 2015   | 2020   | 2021   | 2022   | 2023  |
| --------------- | ------ | ------ | ------ | ------ | ----- |
| Количество (м2) | 20 774 | 20 376 | 16 991 | 14 494 | 6 656 |

## Главы
С момента образования района главой местной власти являлся первый секретарь партийного комитета Имишлинского района.
Первые секретари партийного комитета:
- Аббас-бек Султанов (1931—1932)
- Осман Эйюбов (1932—1933)
- Мирза Шахсеидов (1933—1936)
- Магсуд Магсудов[азерб.] (1936—1937)
- Мамед Атакишиев (1937—1938)
- Мамед Мамедов (1938—1939)
- Амикиши Велиев (1939—1940)
- Баба Сеидов (1940—1941)
- Ахмед Ахмедов (1941—1942)
- Ибрагим Самедов (1942—1946)
- Мамед Исаев (1946—1947)
- Солтан Шихалиев (1947—1948)
- Хидаят Гулиев (1948—1951)
- Мирага Алиев (1951—1952)
- Бахман Эфендиев (1952—1954)
- Мамедали Гасымов (1954)
- Рза Али Асланов (1954—1958)
- Абдулрагим Мамедов (1958—1959)
- Акбер Керимов (1959—1961)
- Асад Алиев (1961—1963)
- Али Гулиев (1963—1968)
- Нияз Керимов[азерб.] (1968—1978)
- Гадир Исмаилзаде[азерб.] (1978—1988)
- Захида Рустамова (1988—1990)
- Хангусейн Бейлеров (1990—1991)

С образованием независимого Азербайджана главой Имишлинского района является Глава исполнительной власти.
Главы исполнительной власти:
- Хангусейн Бейлеров (1991 — 22 мая 1992)[8][9]
- Ильтизам Акберли[азерб.] (22 мая 1992 — 2 ноября 1993)[9][10][11]
- Хангусейн Бейлеров (2 ноября 1993  — 19 сентября 1995)[8][10][11][12]
- Али Аббас оглы Мамедов (19 сентября 1995 — 2000)[13]
- Видади Аллахверди оглы Гулиев (5 декабря 2000 — 30 сентября 2004)[10][14][15]
- Абульфаз Агаев[азерб.] (30 сентября 2004 — 14 апреля 2012)[16][17][18]
- Вильям Гаджиев[азерб.] (14 апреля 2012 — 6 мая 2020)[19][20][21]
- Эльчин Рзаев (с 21 мая 2020)[22]

## Достопримечательности
- Курганы Мухуртепе, Гызылтепе, Гаратепе, Гошатепе и Едди оймаг
- Городище «Дяйирман ери» (IX—XIII вв.)
- Руины Галаджи, относящиеся к XII—XIII вв. Расположены в 17 км от дороги Бахрамтепе-Билясувар[23], на правом берегу оросительного коллектора имени Азизбекова
- Мельница, являющаяся памятником IX—XIII веков Расположена в 2 км к северо-западу от поселка Бахрамтепе[23]